# Első Boc-kormány

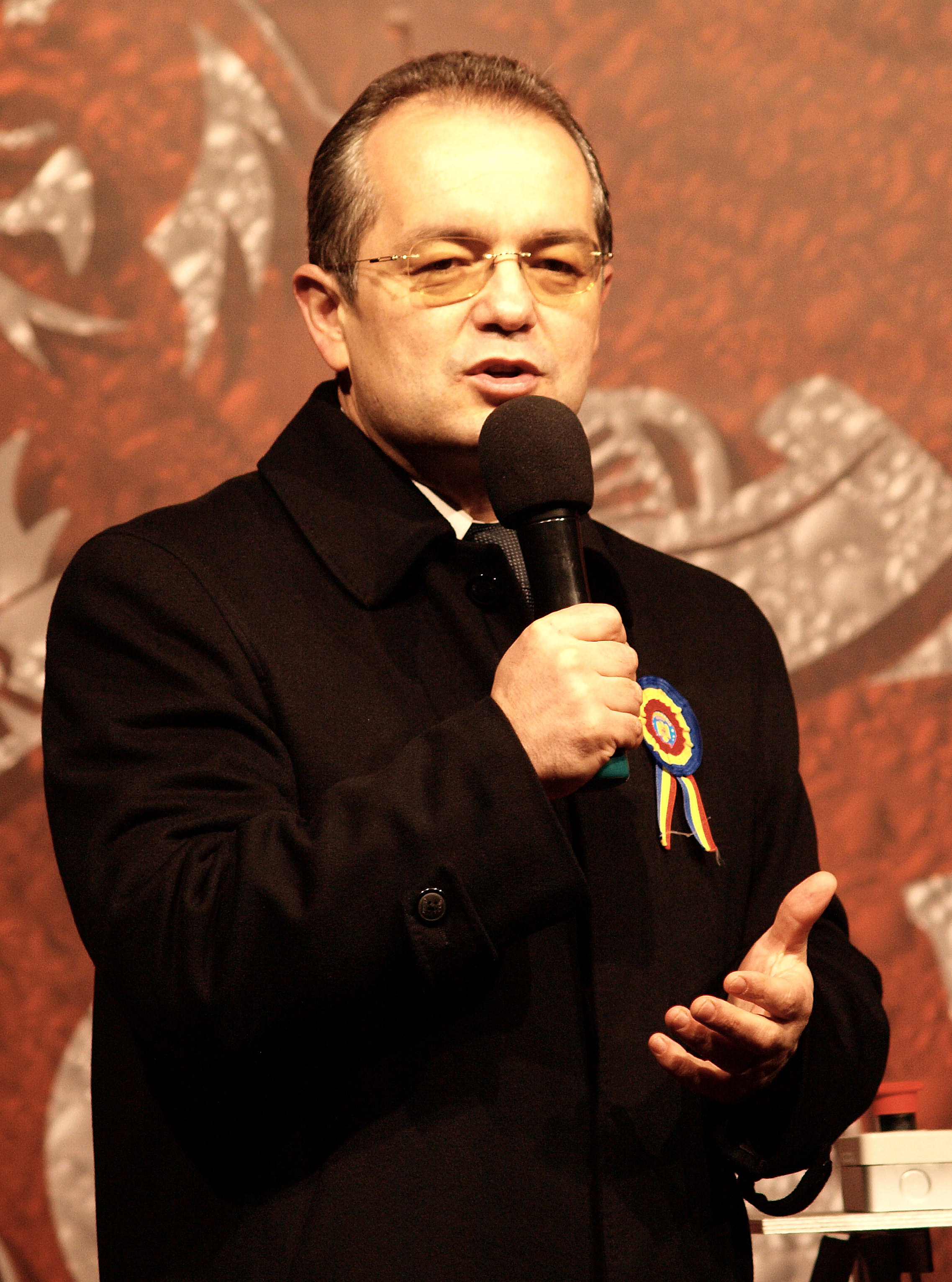
Emil Boc

A 2008. november 30-i romániai parlamenti választásokat követően Traian Băsescu román államfő 2008. december 15-én Emil Bocnak, a Demokrata Liberális Párt (PD-L) elnökének adott kormányalakítási megbízást rögtön azután, hogy Theodor Stolojan visszalépett ugyanettől a feladattól. A bukaresti törvényhozói testület – 324 igen és 115 nem szavazattal – bizalmat szavazott a Demokrata Liberális Párt–Szociáldemokrata Párt (PSD) összetételű kabinetnek, amely december 22-én letette hivatali esküjét.
A közelgő román elnökválasztás előtti a PD-L és a PSD között kiéleződött a feszültség. Emil Boc javaslatára 2009. október 1-jén a belügyi tárca vezetőjét, Dan Nicát menesztette Traian Băsescu államfő. Erre válaszul a szociáldemokrata miniszterek kiléptek a kormányból, s így kisebbségi kormány irányította Romániát 45 napig ideiglenesen. A kormányban egyedüli politikai erőként maradt demokraták miniszterei átvettek egy-egy minisztériumot, amelyek a szociáldemokraták távozása után maradtak tárcavezető nélkül.
2009. október 8-án az ellenzéki Nemzeti Liberális Párt (PNL) és a Romániai Magyar Demokrata Szövetség (RMDSZ) közösen bizalmatlansági indítványt nyújtott be a kisebbségi kormány ellen, amelyet október 13-án a Szociáldemokrata Párt szavazataival elfogadott a román parlament két háza, így a kormány megbukott és csak ügyvezetőként működik tovább. 2009. december 23-án, a román parlament két házának együttes ülésén megszavazták Emil Boc demokrata-liberálisokból, a Romániai Magyar Demokrata Szövetségből, a függetlenekből és a nemzeti kisebbségekből álló kormánykoalícióját, s ezzel megalakul a második Boc-kormány.

## Kormányösszetétel
Az első Boc-kormány összetétele 2008. december 22. és 2009. december 23. között.
| Név                                                         | Hivatal kezdete    | Hivatal vége       | Párt                            | Megjegyzés                                                      |
| Miniszterelnök                                              | Miniszterelnök     | Miniszterelnök     | Miniszterelnök                  | Miniszterelnök                                                  |
| ----------------------------------------------------------- | ------------------ | ------------------ | ------------------------------- | --------------------------------------------------------------- |
| Emil Boc                                                    | 2008. december 22. | 2009. december 23. | Demokrata Liberális Párt (PD-L) | pártelnök, 2009. október 13-tól mint ügyvezető                  |
| Miniszterelnök-helyettes                                    |                    |                    |                                 |                                                                 |
| Dan Nica                                                    | 2008. december 22. | 2009. október 1.   | Szociáldemokrata Párt (PSD)     |                                                                 |
| Adriean Videanu                                             | 2009. október 1.   | 2009. december 23. | Demokrata Liberális Párt (PD-L) |                                                                 |
| Pénzügyminiszter                                            |                    |                    |                                 |                                                                 |
| Gheorghe Pogea                                              | 2008. december 22. | 2009. december 23. | Demokrata Liberális Párt (PD-L) |                                                                 |
| Közigazgatási és belügyminiszter                            |                    |                    |                                 |                                                                 |
| Gabriel Oprea                                               | 2008. december 22. | 2009. január 14.   | Szociáldemokrata Párt (PSD)     | A PSD Ilfov megyei elnöke                                       |
| Dan Nica                                                    | 2009. január 14.   | 2009. január 20.   | Szociáldemokrata Párt (PSD)     | ideiglenesen                                                    |
| Liviu Dragnea                                               | 2009. január 20.   | 2009. február 2.   | Szociáldemokrata Párt (PSD)     |                                                                 |
| Dan Nica                                                    | 2009. február 2.   | 2009. február 4.   | Szociáldemokrata Párt (PSD)     | ideiglenesen                                                    |
| Dan Nica                                                    | 2009. február 4.   | 2009. október 1.   | Szociáldemokrata Párt (PSD)     |                                                                 |
| Vasile Blaga                                                | 2009. október 1.   | 2009. december 23. | Demokrata Liberális Párt (PD-L) | mint regionális fejlesztési és lakásügyi miniszter ideiglenesen |
| Külügyminiszter                                             |                    |                    |                                 |                                                                 |
| Cristian Diaconescu                                         | 2008. december 22. | 2009. október 1.   | Szociáldemokrata Párt (PSD)     |                                                                 |
| Cătălin Predoiu                                             | 2009. október 1.   | 2009. december 23. | független                       | mint igazságügy- miniszter ideiglenesen                         |
| Gazdasági miniszter                                         |                    |                    |                                 |                                                                 |
| Adriean Videanu                                             | 2008. december 22. | 2009. december 23. | Demokrata Liberális Párt (PD-L) |                                                                 |
| Igazságügy-miniszter                                        |                    |                    |                                 |                                                                 |
| Cătălin Predoiu                                             | 2008. december 22. | 2009. december 23. | független                       |                                                                 |
| Oktatási, kutatási és innovációs miniszter                  |                    |                    |                                 |                                                                 |
| Ecaterina Andronescu                                        | 2008. december 22. | 2009. október 1.   | Szociáldemokrata Párt (PSD)     |                                                                 |
| Emil Boc                                                    | 2009. október 1.   | 2009. december 23. | Demokrata Liberális Párt (PD-L) | mint kormányfő ideiglenesen                                     |
| Regionális fejlesztési és lakásügyi miniszter               |                    |                    |                                 |                                                                 |
| Vasile Blaga                                                | 2008. december 22. | 2009. december 23. | Demokrata Liberális Párt (PD-L) |                                                                 |
| Munka-, családügyi és szociális miniszter                   |                    |                    |                                 |                                                                 |
| Marian Sârbu                                                | 2008. december 22. | 2009. október 1.   | Szociáldemokrata Párt (PSD)     |                                                                 |
| Gheorghe Pogea                                              | 2009. október 1.   | 2009. december 23. | Demokrata Liberális Párt (PD-L) | mint pénzügyminiszter ideiglenesen                              |
| Nemzetvédelmi miniszter                                     |                    |                    |                                 |                                                                 |
| Mihai Stănișoară                                            | 2008. december 22. | 2009. december 23. | Demokrata Liberális Párt (PD-L) |                                                                 |
| Közlekedési és infrastrukturális miniszter                  |                    |                    |                                 |                                                                 |
| Radu Berceanu                                               | 2008. december 22. | 2009. december 23. | Demokrata Liberális Párt (PD-L) |                                                                 |
| Mezőgazdasági, erdészeti és vidékfejlesztési miniszter      |                    |                    |                                 |                                                                 |
| Ilie Sârbu                                                  | 2008. december 22. | 2009. október 1.   | Szociáldemokrata Párt (PSD)     |                                                                 |
| Radu Berceanu                                               | 2009. október 1.   | 2009. december 23. | Demokrata Liberális Párt (PD-L) | mint szállítási és infrastrukturális miniszter ideiglenesen     |
| Idegenforgalmi miniszter                                    |                    |                    |                                 |                                                                 |
| Elena Udrea                                                 | 2008. december 22. | 2009. december 23. | Demokrata Liberális Párt (PD-L) |                                                                 |
| Közegészségügyi miniszter                                   |                    |                    |                                 |                                                                 |
| Ion Bazac                                                   | 2008. december 22. | 2009. október 1.   | Szociáldemokrata Párt (PSD)     |                                                                 |
| Adriean Videanu                                             | 2009. október 1.   | 2009. december 23. | Demokrata Liberális Párt (PD-L) | mint gazdasági miniszter ideiglenesen                           |
| Művelődési, vallásügyi és nemzeti örökség minisztere        |                    |                    |                                 |                                                                 |
| Theodor Paleologu                                           | 2008. december 22. | 2009. december 23. | Demokrata Liberális Párt (PD-L) |                                                                 |
| Környezetvédelmi miniszter                                  |                    |                    |                                 |                                                                 |
| Nicolae Nemirschi                                           | 2008. december 22. | 2009. október 1.   | Szociáldemokrata Párt (PSD)     |                                                                 |
| Elena Udrea                                                 | 2009. október 1.   | 2009. december 23. | Demokrata Liberális Párt (PD-L) | mint idegenforgalmi miniszter ideiglenesen                      |
| Ifjúsági és sportminiszter                                  |                    |                    |                                 |                                                                 |
| Monica Iacob-Ridzi                                          | 2008. december 22. | 2009. július 14.   | Demokrata Liberális Párt (PD-L) |                                                                 |
| Sorina-Luminiţa Plăcintă                                    | 2009. július 14.   | 2009. december 23. | Demokrata Liberális Párt (PD-L) |                                                                 |
| Kereskedelmi, kis- és középvállalkozási miniszter           |                    |                    |                                 |                                                                 |
| Constantin Niță                                             | 2008. december 22. | 2009. október 1.   | Szociáldemokrata Párt (PSD)     |                                                                 |
| Gabriel Sandu                                               | 2009. október 1.   | 2009. december 23. | Demokrata Liberális Párt (PD-L) | mint hírközlési és tájékoztatási miniszter ideiglenesen         |
| Hírközlési és tájékoztatási miniszter                       |                    |                    |                                 |                                                                 |
| Gabriel Sandu                                               | 2008. december 22. | 2009. december 23. | Demokrata Liberális Párt (PD-L) |                                                                 |
| A parlamenti kapcsolatokért felelős tárca nélküli miniszter |                    |                    |                                 |                                                                 |
| Victor Ponta                                                | 2008. december 22. | 2009. október 1.   | Szociáldemokrata Párt (PSD)     | parlamenti delegált                                             |
| Sorina-Luminiţa Plăcintă                                    | 2009. október 1.   | 2009. december 23. | Demokrata Liberális Párt (PD-L) | mint ifjúsági és sportminiszter ideiglenesen                    |